# Zwartoorkoekoek
De zwartoorkoekoek (Chalcites osculans, synoniem Chrysococcyx osculans) is een vogel uit de familie Cuculidae (koekoeken).

## Verspreiding en leefgebied
Deze soort is endemisch in Australië.

## Externe link

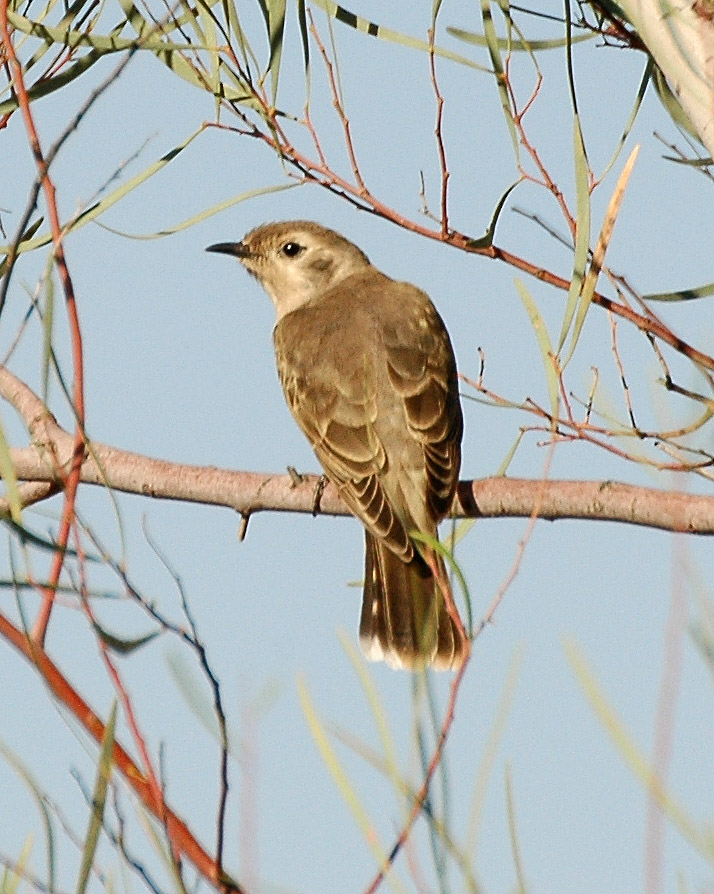
onvolwassen